# Wang Yue (Unfallopfer)
Wang Yue (chinesisch 王悦, Pinyin Wáng Yuè; * um 2009; † 21. Oktober 2011 in Foshan, Provinz Guangdong), auch bekannt als Yue Yue oder Yueyue, war ein chinesisches Mädchen, das am Nachmittag des 13. Oktober 2011 in Foshan nacheinander von zwei Lastkraftwagen überfahren wurde; beide Fahrer begingen Fahrerflucht. Der Vorgang wurde von einer Überwachungskamera aufgezeichnet.

## Leben
Wang Yue wurde 2008 oder 2009 geboren und war zum Zeitpunkt des Unfalls zwei Jahre alt. Sie hatte einen wenige Jahre älteren Bruder.

## Unfallhergang
Das Mädchen hatte sich von seiner Mutter entfernt und war gegen 17.30 Uhr auf einen schmalen Fahrweg in dem mit Warenpaletten verstellten Außenbereich einer Markthalle getreten. Sie wurde dort von einem Kleintransporter angefahren und überrollt, der sofort weiterfuhr. Mehrere Passanten kamen an dem verletzt am Boden liegenden Kind vorbei, ohne ihm zu helfen. Weniger als eine Minute nach dem ersten Unfall wurde das Kind von einem Kleinlastwagen nochmals überrollt, der ebenfalls weiterfuhr. Insgesamt waren auf dem Überwachungsvideo mindestens 18 Passanten zu erkennen, die innerhalb von sieben Minuten nach dem ersten Unfall zu Fuß oder auf Kleinkrafträdern an dem schwer verletzten und stark blutenden Kind vorbeigingen oder vorüberfuhren, ohne Erste Hilfe zu leisten; teils sogar, ohne es überhaupt zu beachten. Das Verhalten wurde auf den Zuschauereffekt oder die Sorge zurückgeführt, selbst zur Verantwortung gezogen zu werden. Eine 57-jährige Müllsammlerin trug das Kind schließlich an den Straßenrand und machte sich dann auf die Suche nach der Mutter.

## Folgen
Yue Yue wurde in ein Krankenhaus eingeliefert und intensivmedizinisch versorgt, starb aber am 21. Oktober 2011 an den Folgen ihrer schweren Verletzungen. Der Vorfall löste in der Volksrepublik China landesweit eine Diskussion über das Wertesystem und die Moral aus. Weltweit wurde darüber berichtet. Der Fahrzeugführer des Transporters, der das Mädchen zuerst überrollt hatte, wurde ermittelt und wenige Tage später festgenommen. Nach seiner Aussage will er bemerkt haben, dass sein Wagen etwas überrollte, er sei sich aber nicht darüber im Klaren gewesen, dass es ein Kind war. Er wurde im September 2012 wegen fahrlässiger Tötung zu einer Freiheitsstrafe von dreieinhalb Jahren verurteilt. Die übrigen in dem Überwachungsvideo sichtbaren Personen, die an dem verletzten Kind vorbeigefahren oder vorbeigegangen waren, ohne Hilfe zu leisten, wurden nicht belangt.